# Заколдованный край
Национа́льный приро́дный парк «Заколдо́ванный край» (укр. Національний природний парк «Зачарований край») — природоохранная территория, природный парк на Украине. Расположен на территории Хустского района Закарпатской области.
Парк является природоохранным, рекреационным, культурно-образовательным, научно-исследовательским учреждением общегосударственного значения и входит в состав природно-заповедного фонда Украины, охраняется как национальное достояние, относительно которого устанавливается особый режим охраны, воссоздания и использования.
На территории парка обитают такие редкие виды животных, как: карпатский благородный олень, европейская косуля, бурый медведь, кабан, барсук, рысь, лесной кот, форель и хариус.
Парк подчиняется Государственному агентству лесных ресурсов Украины, оперативное управление осуществляет Закарпатское областное управление лесного и охотничьего хозяйства. Парк создан с целью сохранения, воспроизводства и использования типичных и уникальных природных комплексов Восточных Карпат, которые имеют важное природоохранное, эстетическое, научное, образовательное, рекреационное и оздоровительное значение.
Общая площадь 6101 гектаров, в том числе 5649 гектаров земель государственного предприятия «Загатянское лесное хозяйство», которые изымаются в установленном порядке и предоставляются ему в постоянное пользование, и 452 гектара земель филиала № 1 «Иршавский лесхоз» государственного предприятия «Агроспецсервис», включаемых в состав парка без изъятия.